# Pablo Neruda (Sibaté)
Pablo Neruda es un barrio ubicado al norte del municipio de Sibaté, en Cundinamarca, Colombia.

## Geografía
Ubicada en una planicie de la vereda La Chacua, a orillas del Embalse del Muña, es junto con su vecino barrio, García, un centro poblado en límites con la vereda homónima de Soacha. 

## Toponimia
El nombre de este barrio es homenaje al político y poeta chileno Pablo Neruda (1904-1973).

## Historia
Fundado en 1973 como asentamiento de invasión por dirigentes de la Central Nacional Provivienda pertenenciendo sus terrenos a la Sociedad Torres y Torres. Fue objeto de varias represiones y allanamientos por parte de la Fuerza Pública. 

## Accesos
El barrio se comunica desde Soacha por la Autopista Sur y desde el casco urbano de Sibaté por la vía del Muña mediante el Corredor de Transporte Bogotá-Soacha y con los poblados Chacua de cada municipio.